# 安多尼·桑托斯·馬圖
安多尼·桑托斯·馬圖（葡萄牙語：António Augusto dos Santos Marto；1947年5月5日—）是天主教葡萄牙籍司鐸級樞機及現任萊里亞-花地瑪教區主教。

## 生平
安多尼·桑托斯·馬圖於1947年5月5日在葡萄牙查韋斯出生。他於1971年11月7日晉鐸，1978年在羅馬宗座額我略大學獲得神學博士學位。
教宗若望保祿二世於2000年11月10日將他任命為布拉加總教區輔理主教，領巴迪亞領銜教區主教銜。他於2001年2月11日晉牧。2004年4月22日被調任為維塞烏教區主教。2006年4月22日，安多尼奧被任命成為萊里亞-花地瑪教區正權主教。
2018年5月20日，教宗方濟各宣佈樞機團將會於同年6月29日增添14位成員，馬圖是其中一位。他們後來提前一天加入樞機團。他於6月28日獲冊封為司鐸級樞機，領神廟遺址聖母堂區司鐸銜。